# Municipio Urdaneta (Trujillo)
Urdaneta es uno de los veinte municipios que forman parte del Estado Trujillo en Los Andes de Venezuela. Su capital es la ciudad de La Quebrada. Tiene una extensión de 544,1 km² y para el censo 2001 del INE su población era de 37 552 habitantes. El municipio está integrado por seis parroquias, Cabimbú, Jajó, La Mesa de Esnujaque, Santiago, Tuñame y La Quebrada.

## Geografía
El municipio Urdaneta se encuentra ubicado al sur del Estado Trujillo. Geográficamente, puede dividirse en cuatro áreas: montañas bajas, montañas altas, páramos húmedos y valles. Su altitud varía desde los 600 m s. n. m. en las zonas de montañas bajas, hasta alcanzar los 3600 m s. n. m..

### Parroquias
1. Parroquia Cabimbú
2. Parroquia Jajó
3. Parroquia La Mesa de Esnujaque
4. Parroquia Santiago
5. Parroquia Tuñame
6. Parroquia La Quebrada

## Economía
Los pobladores del municipio Urdaneta ubicado en el corazón del páramo andino, se dedican a la agricultura, por lo que es frecuente observar sembradíos de café, papa, lechuga, repollo, zanahoria, fresas y flores.  Agrizak, C.A.  una empresa establecida en la población de La Mesa de Esnujaque se dedica a la producción de micelio (semilla) de diferentes especies de hongos comestibles y medicinales. En vista de lo exclusivo de su ambiente natural, otra de las actividades económicas del municipio es el turismo.

## Política y gobierno

### Alcaldes
| Período     | Alcalde               | Partido político / Alianza | % de votos | Notas |
| ----------- | --------------------- | -------------------------- | ---------- | --- |
| 1989 - 1992 | Gabriel Pérez Ramírez | COPEI                      | 54,30      | Primer alcalde bajo elecciones directas |
| 1992 - 1995 | Gabriel Pérez Ramírez | COPEI                      | 60,08      | Reelecto |
| 1995 - 2000 | Luis Salas Manchego   | COPEI                      | -          | Segundo alclade bajo elecciones directas (se realizaron elecciones generales adelantadas en el 2000 debido a la aprobación de la Constitución de 1999) |
| 2000 - 2004 | Reinado Briceño       | MVR                        | 50,92      | Tercer alcalde bajo elecciones directas |
| 2004 - 2008 | Reinado Briceño       | MVR                        | 63,88      | Reelecto |
| 2008 - 2013 | Hugo Aldana           | PSUV                       | 58,12      | Cuarto alcalde bajo elecciones directas (se postergan 1 año las elecciones municipales pautadas para finales del 2012)                                 |
| 2013 - 2017 | Hugo Aldana           | PSUV                       | 62,47      | Reelecto |
| 2017 - 2021 | Wilmer Andara         | PSUV                       | 98,91      | Quinto alcalde bajó elecciones directas |
| 2021 - 2025 | José Carrillo         | MUD                        | 59,69      | Sexto alcalde bajó elecciones directas |

### Concejo municipal
Período 1989 - 1992
| Concejales:          | Partido político / Alianza |
| -------------------- | -------------------------- |
| Luis Salas Manchego  | COPEI                      |
| Ramón Alirio Barrios | COPEI                      |
| Alfredo Carrillo     | COPEI                      |
| Italo Matheus        | COPEI                      |
| Luis Sánchez         | AD                         |
| Pedro Rivas          | AD                         |
| Edilio Uzcategui     | AD                         |

Período 1992 - 1995
| Concejales:         | Partido político / Alianza |
| ------------------- | -------------------------- |
| Pedro Ruíz          | COPEI                      |
| Luis Salas Manchego | COPEI                      |
| Luis Carrillo       | COPEI                      |
| José Alberto Rangel | COPEI                      |
| José González       | AD                         |
| Rafael Bastidas     | AD                         |
| María Sánchez       | AD                         |

Período 1995 - 2000
| Concejales:           | Partido político / Alianza |
| --------------------- | -------------------------- |
| Pedro Ruiz            | COPEI                      |
| Alejandro Rivas       | COPEI                      |
| José Alberto Rangel   | COPEI                      |
| José Medardo González | COPEI                      |
| Ulpiano Delgado       | AD                         |
| Gladys Albarrán       | AD                         |
| Pedro Luis Paredes    | CONVERGENCIA               |

Período 2000 - 2005
| Concejales: | Partido político / Alianza |
| ----------- | -------------------------- |
| '           | MVR                        |
| '           | MVR                        |
| '           | MVR                        |
| '           | MVR                        |
| '           | MVR                        |
| '           | MVR                        |
| '           | AD                         |

Período 2005 - 2013
| Concejales:       | Partido político / Alianza |
| ----------------- | -------------------------- |
| Carmen Montilla   | MVR                        |
| Ali Gonzalez      | MVR                        |
| Lenny Tirado      | MVR                        |
| José Dávila       | MVR                        |
| Jorge García      | MVR                        |
| Hugo Aldana       | MVR                        |
| Abelardo Volcanes | MVR                        |

Período 2013 - 2018:
| Concejales        | Partido político / Alianza |
| ----------------- | -------------------------- |
| Olga Del Rio      | PSUV                       |
| Ruben Osuna       | PSUV                       |
| Carlos Barrios    | PSUV                       |
| Verónica Araujo   | PSUV                       |
| Ignacio Hernández | PSUV                       |
| Alexia González   | PSUV                       |
| Oswaldo Bastidas  | MUD                        |

Período 2018 - 2021
| Concejales       | Partido político / Alianza |
| ---------------- | -------------------------- |
| José García      | PSUV                       |
| Carlos Barrios   | PSUV                       |
| Luis Quintero    | PSUV                       |
| Verónica Araujo  | PSUV                       |
| Joerlis Terán    | PSUV                       |
| Glerys Briceño   | PSUV                       |
| Veronica Mendoza | PSUV                       |

Período 2021 - 2025
| Concejales      | Partido político / Alianza |
| --------------- | -------------------------- |
| José Barrios    | MUD                        |
| Asmara Godoy    | MUD                        |
| Yonatan Barrios | MUD                        |
| Paulo Barrios   | MUD                        |
| Ricardo Guillen | MUD                        |
| José Peredes    | MUD                        |
| Alexis González | PSUV                       |